# Tapirira retusa
Tapirira retusa là một loài thực vật có hoa trong họ Đào lộn hột. Loài này được Ducke miêu tả khoa học đầu tiên năm 1932.